# قائمة حقول نفط العراق
فيما يلي قائمة جزئية بحقول النفط في العراق:

## الشمال
وتضم محافظات نينوى وكركوك وأربيل والسليمانية ودهوك.
- حقول بابا گرگر في كركوك
- حقل باي حسن
- حقل بلخانة
- حقول جمبور
- حقول جمجمال في كركوك
- حقول ناحية حمرين في صلاح الدين
- حقول برية العلم و البو عجيل في صلاح الدین
- حقول غرب اللاين في جزيرة غرب تكريت صلاح الدين
- حقل عجيل النفطي في صلاح الدين
- حقل علاس النفطي في صلاح الدين
- حقول خباز في كركوك
- حقول صفية في الموصل
- حقل القيارة في الموصل
- حقل نجمة النفطي في القيارة
- حقل كركوك
- حقول عين زالة في نينوى
- حقول بطمة في الموصل
- حقول باي حسن في كركوك
- حقول كويسنجق

## الوسط والغرب
وتضم هذه المنطقة محافظات واسط وبغداد وديالى والأنبار.
- حقل شرق بغداد
- حقل الأحدب في محافظة واسط
- حقل بلد في محافظة صلاح الدين
- حقل بدرة في محافظ واسط
- حقل المنصورية الغازي في محافظة ديالى ( مكتشف وغير مطور)
- حقل عكاز الغاق في الأنبار ( مكتشف وغير مطور)
- حقل عكاس في القائم في الأنبار
- حقل نفطخانة في محافظة ديالى

## الجنوب
وتضم هذه المنطقة محافظات البصرة وميسان وذي قار.
- حقل أبو زرقان
- حقل أبو غرب (ميسان)
- حقول الرميلة في البصرة
- حقل الزبير
- حقل القرنة
- حقل القرنة الغربي
- حقل مجنون العملاق في محافظة البصرة
- حقل بن عمر العملاق
- حقل الحلفاية العملاق في البصرة
- حقل الناصرية العملاق في محافظة ذي قار
- حقل الغراف ذي قار
- حقل السندباد
- حقل غرب الكفل
- حقل الصبة
- حقل الدجيلة
- حقل جبل فوقي
- حقول الناصرية
- حقل لهيث
- حقول بزركان
- حقل فكة (ميسان)
- حقل الشرهاني (ميسان)
- حقل اللحيس في البصرة
- حقل الطوبة في البصرة
- حقل نور
- حقل الفيحاء في البصرة

## وصلات خارجية
- خارطة حقول نفط عراقية.